# Prairie City (Oregon)
Prairie City – miasto w Stanach Zjednoczonych, w stanie Oregon, w hrabstwie Grant.